# Kununurra

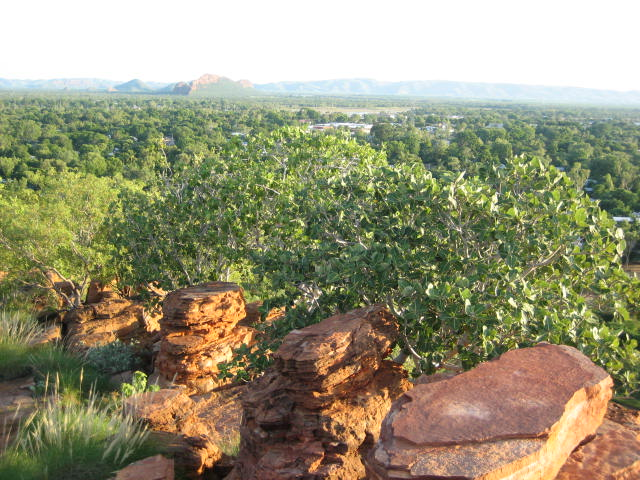
Poblado de Kununurra, Australia Occidental, en verano visto desde el mirador de Hidden Valley National Park.

Kununurra es una población en el extremo norte de Australia Occidental ubicada en el extremo este de la región de Kimberley. aproximadamente a unos 37 km de la frontera con el Territorio del Norte. Kununurra fue fundada para comenzar con el sistema de riego del río Ord.
Kununurra posee 3800 habitantes (2006) y es el poblado más grande de Australia Occidental al norte de Broome, el pueblo más cercano es Wyndham, que se encuentra a una distancia de 100 km. Está a 3040 de Perth por la Great Northern Highway.
El poblado se encuentra entre las colinas pintorescas del extremo noreste de la región de Kimberley, cuenta con abundante agua dulce, que es conservada por la presa del río Ord.